# Генатулін Анатолій Юмабайович
Анатолій Юмабайович Генатулін (ім'я при народженні — Талхі Гініятулін (башк. Талха Йомабай улы Ғиниәтуллин); нар. 20 квітня 1925 — пом. 7 листопада 2019) — радянський і російський письменник, прозаїк, народний письменник Башкортостану, башкир за національністю. Заслужений працівник культури Республіки Башкортостан.

## Біографія
Народився 1925 року селі Уразово Тамьян-Катайского кантону Башкирської АРСР (нині в Учалинському районі Башкортостану). Рано втратив батьків і виріс сиротою. Навчався у ФЗУ в Ташкенті. Під час німецько-радянської війни до 1943 року працював на Уралі фрезерувальником, з 1943 року на фронті.
Три місяці навчався в снайперській школі. Потім воював під Ленінградом на Карельському перешийку. Закінчив війну в 1945 році в Німеччині у складі гвардійської артилерійської дивізії. Нагороджений орденами Вітчизняної війни 1-го ступеня, Слави 3-го ступеня та бойовими медалями. Був кілька разів поранений.
Анатолій Генатулін після війни змінив багато професій. Служив в Україні, а після демобілізації працював на будівництві Краснополянської ГЕС. Заочно закінчив Літінститут (1966). Член Спілки письменників з 1973 року. Заслужений працівник культури Башкирської АРСР (1990).
З 1955 року жив у Москві, а згодом на батьківщині, в селі Уразово.
На початку 1950-х під враженням творів Е. М. Ремарка, Лева Толстого і Антона Чехова став писати оповідання про війну, які, однак, з відкритого зображення страждань, жорстокості і трагізму не приймалися до публікації. Перша публікація відбулася в 1961 році в журналі «Дружба народів». У 1969 році видав перший збірник оповідань. Але тільки повістю «Атака», написаної приблизно за 15 років до публікації (1982), звернув на себе увагу як значний військовий письменник. «Прихильністю до правді і реалізмом його творчість близька прозі В'ячеслава Кондратьєва і Костянтина Воробйова» (Вольфганг Козак).
У 2000-х роках твори Анатолія Генатуліна активно перекладалися башкирською мовою.
У Анатолія Генатуліна є син Олександр і внучки Марія і Тетяна, а також правнучка.

## Нагороди
- Орден Слави III ступеня
- Орден Вітчизняної війни I ступеня (06.04.1985)
- Медаль «За взяття Кенігсберга»
- Медаль "За перемогу над Німеччиною у Великій Вітчизняній війні 1941—1945 рр."

## Премії
- журналу «Жовтень» (1987)
- журналу «Дружба народів» (2000)
- Всеросійська імені Сергія Аксакова (2008)

## Книги
- Рябиновая гора. Рассказы. М., Советский писатель, 1969
- Аю-таш. Рассказы. М., Советская Россия, 1975
- Сто шагов на войне. Повести и рассказы, М., Советский писатель, 1983
- Золотая моя колыбель. Сборник. М., Современник, 1984
- Вот кончится война. Повести, рассказы. М., «Правда», 1988
- Вот кончится война. М., Советский писатель, 1988
- Нас остаётся мало. М., Современник, 1988
- Страх. 1990
- На пороге родного дома. 1994
- Что там за холмом? Рассказы, повести. Уфа: Китап, 1997
- Вот кончится война. М., Терра — Книжный клуб, 2005
- Красная поляна. Уфа, Китап, 2008.